# 帕特尔·苏达卡·雷迪
帕特尔·苏达卡·雷迪（Patel Sudhakar Reddy，1950年代—2009年5月23日）是印度共产党（毛主义）中央委员会委员。

## 生平
他是地主的儿子，在学生时期被无产阶级革命运动所吸引。雷迪在加德瓦尔地区加入激进学生会，开始革命生涯。他以奥斯马尼亚大学金牌的成绩毕业于工程学。后来加入印度共产党（马列）人民战争，并参与了对前安得拉邦首席部长和泰卢固之乡党领导人N·钱德拉巴布·奈杜（N. Chandrababu Naidu）的暗杀。
1983年，雷迪以游击队队长的身份来到特伦甘纳邦北部的Eturnagaram-Mahadevpur森林。后来到加德奇罗利县，直至1992年在班加罗尔被捕，并被判处7年监禁。1998年获释后，他回到了丹达卡冉亚和安得拉邦的革命工作岗位。2005年，他被选入印共（毛）中央委员会和中央军事委员会。他在党内被称为Suryam，并有别名Srikanth和Vikash。
2009年5月23日，雷迪在瓦朗加尔与印度国家武装部队的交火中丧生。另一名毛派高级领导人Venkatayya（北特伦甘纳地区瓦朗加尔分部的县委员会委员），也在这次会面中丧生。印共（毛）称，这是政权有预谋的、分阶段的谋杀，雷迪在纳西克被捕，在瓦朗加尔遭到折磨和杀害。